# Noyen-sur-Seine
Noyen-sur-Seine település Franciaországban, Seine-et-Marne megyében. Lakosainak száma 376 fő (2022. január 1.). Noyen-sur-Seine Fontaine-Fourches, Gouaix, Grisy-sur-Seine, Hermé, Passy-sur-Seine és Villiers-sur-Seine községekkel határos.

## Népesség
A település népességének változása:
| Lakosok száma | 355  | 356  | 382  | 371  | 378  | 381  | 382  | 384  | 376  |
|               | 2013 | 2015 | 2016 | 2017 | 2018 | 2019 | 2020 | 2021 | 2022 |